# Amaninatakilebte
Amaninatakilebte (... – 519 a.C.) è stato un sovrano del regno di Kush che regnò dal 538 a.C. al 519 a.C..
Succedette al re Analmaye e precedette il re Karkamani. Come gli altri sovrani della sua dinastia, fu scoperto sepolto tra le camere piramidali a Nuri, più precisamente Nuri 10. Questi resti, assieme a blocchi incisi a Meroe, sono gli unici documenti circa il sovrano trovati in questa piramide. Altrettanto significativo è il cilindro dorato scoperto assieme al sovrano, non diverso da quello trovato con il re Aspelta a Nuri 8, ma la sua funzione è sconosciuta.
Secondo Erodoto, il re Cambise II attorno al 525 a.C. tentò l'invasione della Nubia, ma poi dovette ritirarsi nell'Egitto appena conquistato.